# مقداد سیفی
مقداد سیفی (انگلیسی: Mokdad Sifi؛ زادهٔ ۲۱ آوریل ۱۹۴۰) یک سیاست‌مدار اهل الجزایر است.